# Municipio de Epazoyucan
El municipio de Epazoyucan es uno de los ochenta y cuatro municipios que conforman el estado de Hidalgo, México. La cabecera municipal y localidad más poblada es Epazoyucan.
El municipio se localiza al centro sur del territorio hidalguense entre los paralelos 19° 57’ y 20° 08’ de latitud norte; los meridianos 98° 34’ y 98° 44’ de longitud oeste; con una altitud entre 2300 y 3100 m s. n. m. Este municipio cuenta con una superficie de 142.31 km², y representa el 0.68 % de la superficie del estado; dentro de la región geográfica denominada Comarca Minera.
Colinda al norte con los municipios de Mineral de la Reforma, Mineral del Monte, Omitlán de Juárez y Singuilucan; al este con los municipios de Singuilucan y Zempoala; al sur con el municipio de Zempoala; al oeste con los municipios de Zempoala y Mineral de la Reforma.
Epazoyucan se considera dentro de los municipios metropolitanos de la zona metropolitana de Pachuca, integrada también por los municipios de Pachuca de Soto, Mineral del Monte, Mineral de la Reforma, San Agustín Tlaxiaca, Zapotlán de Juárez y Zempoala, siendo Pachuca de Soto el municipio central.

## Toponimia
En lengua náhuatl significa: “Lugar de mucho epazote” o “Lugar que pertenece al epazote”, siendo “Yutl”, “lo que pertenece”, y “Can” “lugar de”.

## Geografía

### Relieve e hidrográfica

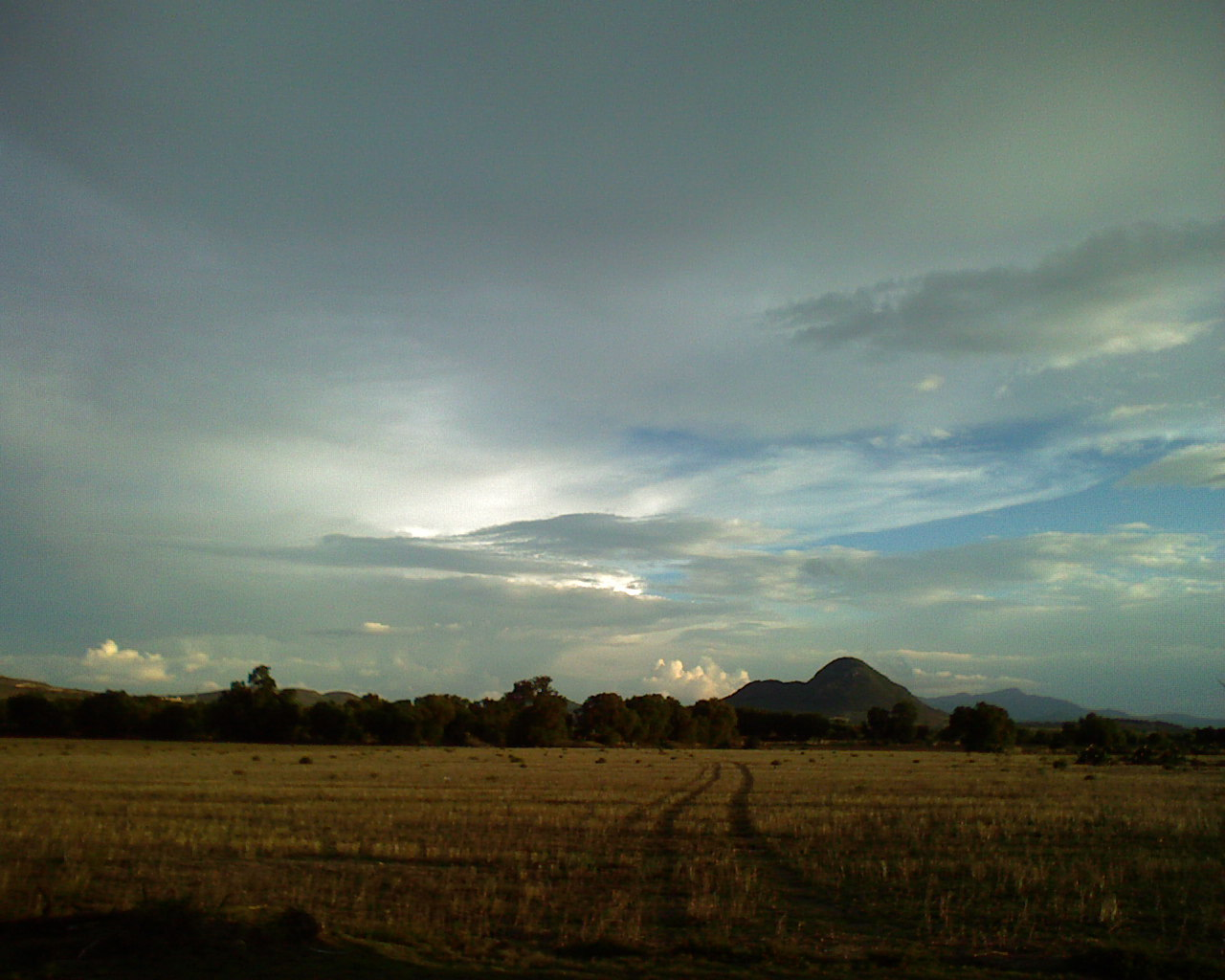
Valles en Epazoyucan.

En cuanto a fisiografía se encuentra dentro de la provincia del Eje Neovolcánico, dentro de la subprovincias de Lagos y Volcánes de Anáhuac (80.0%), Llanuras y Sierras de Querétaro e Hidalgo (20.0%). Su territorio es lomerío (78.0%), sierra (20.0%) y llanura (2.0%). Entre las elevaciones con mayor altitud encontramos el cerro “La Mesa”, teniendo una altitud de 2860 m s. n. m.; el cerro llamado “El Balcón”, con 2780 m s. n. m., “Cerro Alto”, teniendo 2720 m s. n. m.; y el cerro “El Castillo”, con 2700 m s. n. m.
En cuanto a su geología, corresponde al periodo neógeno (82.38%) y cuaternario (16.0%). Con rocas tipo ígnea extrusiva: toba ácida (64.38%), basalto (8.0%), riolita (7.0%), brecha volcánica básica (4.0%), riolita–toba ácida (2.5%) y volcanoclástico (1.5%); suelo: aluvial (11.0%). En cuanto a edafología, el suelo dominante es phaeozem (69.0%), leptosol (17.5%), regosol (10.5%) y luvisol (1.38%).
En lo que respecta a la hidrología, se encuentra posicionado en la región hidrológica del Pánuco, en la cuenca del río Moctezuma, dentro de la subcuenca río Tezontepec (97.0%) y río Metztitlán (3.0%). También cuenta con algunos pozos, manantiales y presas. El municipio cuenta con ocho corrientes de agua que cruzan la mayor parte del municipio. También existe un cuerpo de agua llamado El Girón.

### Clima
En el territorio municipal se encuentran los siguientes climas, con su respectivo porcentaje: semiseco templado (81.0%), templado subhúmedo con lluvias en verano, de menor humedad (10.0%) y semifrío subhúmedo con lluvias en verano, de mayor humedad (9.0%).

### Ecología
En cuanto a flora, el municipio conserva restos de la vegetación que anteriormente la cubrió como bosque de pino, similar a la parte alta; actualmente hay algunos pinos solitarios. Además, también existen algunos matorrales, maguey cimarrón, algunas yucas, palma y nopal. En cuanto a fauna, se puede encontrar, dadas las características de la región, el conejo, roedores silvestres, armadillo, zorrillo, tlacuache, tuza y algunas aves como el cenzontle, paloma, cuervo y lechuza.

## Demografía

### Población
De acuerdo a los resultados que presentó el Censo Población y Vivienda 2020 del INEGI, el municipio cuenta con un total de 16 285 habitantes, siendo 7879 hombres y 8406 mujeres. Tiene una densidad de 114.4 hab/km², la mitad de la población tiene 31 años o menos, existen 93 hombres por cada 100 mujeres.
El porcentaje de población que habla lengua indígena es de 0.76 %, y el porcentaje de población que se considera afromexicana o afrodescendiente es de 4.00 %. Tiene una Tasa de alfabetización de 99.2 % en la población de 15 a 24 años, de 94.7 % en la población de 25 años y más. El porcentaje de población según nivel de escolaridad, es de 4.8 % sin escolaridad, el 58.3 % con educación básica, el 23.1 % con educación media superior, el 13.6 % con educación superior, y 0.2 % no especificado.
El porcentaje de población afiliada a servicios de salud es de 64.2 %. El 44.3 % se encuentra afiliada al IMSS, el 43.8 % al INSABI, el 8.4 % al ISSSTE, 1.1 % IMSS Bienestar, 1.2 % a las dependencias de salud de PEMEX, Defensa o Marina, 1.2 % a una institución privada, y el 1.1 % a otra institución. El porcentaje de población con alguna discapacidad es de 5.2 %. El porcentaje de población según situación conyugal: el 30.6 % se encuentra casada, el 32.8 % soltera, el 23.8 % en unión libre, el 6.1 % separada, el 1.9 % divorciada, el 4.8 % viuda.
Para 2020, el total de viviendas particulares habitadas es de 4834, que representa el 0.6 % del total estatal. Con un promedio de ocupantes por vivienda de 3.4 personas. Predominan las viviendas con tabique y block. En el municipio, para el año 2020, el servicio de energía eléctrica abarca una cobertura del 98.6 %; el servicio de agua entubada un 68.4 %; el servicio de drenaje cubre un 96.3 %; y el servicio sanitario un 96.8 %.

### Localidades
Para el año 2020, de acuerdo al Catálogo de Localidades, el municipio cuenta con 62 localidades.
| Código INEGI | Localidad                     | Población (2020) | Porcentaje (%) | Ámbito Población | Categoría Población |
| ------------ | ----------------------------- | ---------------- | -------------- | ---------------- | ------------------- |
| 130220001    | Epazoyucan                    | 3310             | 20.33          | Urbano           | Cabecera municipal  |
| 130220091    | Fraccionamiento Xochihuacán   | 2054             | 12.61          | Rural            | Comunidad           |
| 130220017    | San Juan Tizahuapan           | 1626             | 9.98           | Rural            | Comunidad           |
| 130220021    | Santa Mónica                  | 1357             | 8.33           | Rural            | Comunidad           |
| 130220025    | Xolostitla de Morelos         | 1217             | 7.47           | Rural            | Comunidad           |
| 130220024    | Xochihuacán                   | 896              | 5.50           | Rural            | Comunidad           |
| 130220019    | San Miguel Nopalapa           | 802              | 4.92           | Rural            | Comunidad           |
| 130220004    | El Guajolote                  | 503              | 3.09           | Rural            | Comunidad           |
| 130220028    | La Paloma                     | 432              | 2.65           | Rural            | Ranchería           |
| 130220007    | El Manzano                    | 420              | 2.58           | Rural            | Ranchería           |
| 130220042    | Barrio de San Juan Tizahuapan | 413              | 2.54           | Rural            | Ranchería           |
| 130220010    | El Nopalillo                  | 395              | 2.43           | Rural            | Ranchería           |
| 130220041    | Chapultepec [Barrio]          | 351              | 2.16           | Rural            | Ranchería           |
| 130220012    | El Salto                      | 341              | 2.09           | Rural            | Ranchería           |
| 130220011    | El Ocote Chico                | 226              | 1.39           | Rural            | Ranchería           |
| 130220037    | San José Chavarría            | 220              | 1.35           | Rural            | Ranchería           |
| 130220002    | Escobillas                    | 207              | 1.27           | Rural            | Ranchería           |
| 130220008    | El Mercillero                 | 191              | 1.17           | Rural            | Ranchería           |
| 130220057    | La Trinidad                   | 182              | 1.12           | Rural            | Ranchería           |
| 130220014    | San Francisco                 | 143              | 0.88           | Rural            | Ranchería           |
| 130220073    | El Pinillo                    | 138              | 0.85           | Rural            | Ranchería           |
| 130220048    | Hacienda Margarita            | 94               | 0.58           | Rural            | Ranchería           |
| 130220061    | San Vicente                   | 89               | 0.55           | Rural            | Ranchería           |
| 130220006    | Los Lirios                    | 78               | 0.48           | Rural            | Ranchería           |
| 130220090    | Arboledas                     | 73               | 0.45           | Rural            | Ranchería           |
| 130220075    | La Trinidad Segunda Sección   | 71               | 0.44           | Rural            | Ranchería           |
| 130220027    | Nexpan                        | 53               | 0.33           | Rural            | Ranchería           |
| 130220016    | San José Palacio              | 52               | 0.32           | Rural            | Ranchería           |
| 130220054    | Piedras Negras                | 46               | 0.28           | Rural            | Ranchería           |
| 130220084    | La Vega                       | 43               | 0.26           | Rural            | Ranchería           |
| 130220085    | Deportiva [Colonia]           | 37               | 0.23           | Rural            | Ranchería           |
| 130220070    | Guadalupe                     | 30               | 0.18           | Rural            | Ranchería           |
| 130220071    | La Mesita                     | 21               | 0.13           | Rural            | Ranchería           |
| 130220092    | El Rialejo                    | 18               | 0.11           | Rural            | Ranchería           |
| 130220062    | Los Corrales                  | 17               | 0.10           | Rural            | Ranchería           |
| 130220074    | Santa María el Arco           | 16               | 0.10           | Rural            | Ranchería           |
| 130220076    | El Galán                      | 15               | 0.09           | Rural            | Ranchería           |
| 130220081    | San Cayetano (Los Lazcano)    | 13               | 0.08           | Rural            | Ranchería           |
| 130220026    | San José el Tecolote          | 12               | 0.07           | Rural            | Ranchería           |
| 130220068    | Ejido de San Juan Tizahuapan  | 9                | 0.06           | Rural            | Ranchería           |
| 130220077    | La Nueva Esperanza            | 8                | 0.05           | Rural            | Ranchería           |
| 130220063    | Maguey Blanco                 | 8                | 0.05           | Rural            | Ranchería           |
| 130220023    | Tepozotlán                    | 7                | 0.04           | Rural            | Ranchería           |
| 130220083    | Ciénega Larga                 | 6                | 0.04           | Rural            | Ranchería           |
| 130220044    | Cerro Alto                    | 5                | 0.03           | Rural            | Ranchería           |
| 130220056    | Techalote                     | 5                | 0.03           | Rural            | Ranchería           |
| 130220089    | La Amapola                    | 4                | 0.02           | Rural            | Ranchería           |
| 130220022    | Santa Teresa                  | 4                | 0.02           | Rural            | Ranchería           |
| 130220058    | El Cascabel (La Coyotera)     | 3                | 0.02           | Rural            | Ranchería           |
| 130220047    | El Escobal                    | 3                | 0.02           | Rural            | Ranchería           |
| 130220052    | El Ocote                      | 3                | 0.02           | Rural            | Ranchería           |
| 130220067    | Las Cuevas                    | 3                | 0.02           | Rural            | Ranchería           |
| 130220020    | San Pablo Guadalupe           | 3                | 0.02           | Rural            | Ranchería           |
| 130220078    | El Fresno                     | 2                | 0.01           | Rural            | Ranchería           |
| 130220045    | Los Charcos                   | 2                | 0.01           | Rural            | Ranchería           |
| 130220040    | Piedra Blanca                 | 2                | 0.01           | Rural            | Ranchería           |
| 130220072    | El Palmar                     | 1                | 0.01           | Rural            | Ranchería           |
| 130220069    | Felipe González Ortíz         | 1                | 0.01           | Rural            | Ranchería           |
| 130220079    | La Gotera                     | 1                | 0.01           | Rural            | Ranchería           |
| 130220049    | La Huerta Chica               | 1                | 0.01           | Rural            | Ranchería           |
| 130220066    | Las Palmitas                  | 1                | 0.01           | Rural            | Ranchería           |
| 130220015    | San Ignacio                   | 1                | 0.01           | Rural            | Ranchería           |

## Política
Se erigió como municipio a partir de 8 de agosto de 1865. El Honorable Ayuntamiento está compuesto por: un presidente municipal, un síndico y ocho regidores, 30 delegados y 14 comisariados ejidales. De acuerdo al Instituto Nacional Electoral (INE), el municipio está integrado por 11 secciones electorales, de la 0358 a la 0368. Para la elección de diputados federales a la Cámara de Diputados de México y diputados locales al Congreso de Hidalgo, se encuentra integrado al VII Distrito Electoral Federal de Hidalgo, y al XVII Distrito Electoral Local de Hidalgo. A nivel estatal administrativo pertenece a la Macrorregión I y a la Microrregión XV, además de a la Región Operativa I Pachuca.

### Cronología de presidentes municipales
| Periodo                  | Nombre                           | Afiliación política        |
| ------------------------ | -------------------------------- | -------------------------- |
| 1964-1967                | Joaquín Badillo Salazar          | -                          |
| 1967-1970                | Alfonso Samperio O.              | -                          |
| 1970-1973                | Carlos Arce Meneses              | -                          |
| 1973-1976                | Rubén Contreras Ramos            | -                          |
| 1976-1979                | Genaro López Santander           | -                          |
| 1979-1982                | Francisco Rafael Islas Pérez     | -                          |
| 1982-1985                | María Teresa Samperio Aguilar    | -                          |
| 1985-1988                | Cupertino Covarrubias Pérez      | -                          |
| 1988-1991                | Miguel Islas Pérez               | -                          |
| 1991                     | Onésimo Piña Ortiz               | -                          |
| 1991-1994                | José Guadalupe Palacios Martínez | -                          |
| 16/01/1994 al 15/01/1997 | Gerardo Canales Valdez           | PRI                        |
| 16/01/1997 al 15/01/2000 | Luis Castelazo Islas             | PRI                        |
| 16/01/2000 al 15/01/2003 | Francisco Montiel León           | PRI                        |
| 16/01/2003 al 15/01/2006 | Carmina Ortiz de la Rosa         | PRI                        |
| 16/01/2006 al 15/01/2009 | Miguel Ángel Montiel Ibarra      | PT                         |
| 16/01/2009 al 15/01/2012 | Sergio Guadalupe Amador Pérez    | Mas x Hidalgo              |
| 16/01/2012 al 04/09/2016 | Carlos Santillán Muñoz           | PRI                        |
| 05/09/2016 al 04/09/2020 | Raúl Armando Padilla Islas       | PAN                        |
| 05/09/2020 al 14/12/2020 | Omar Padilla Palacios            | Concejo Municipal Interino |
| 15/12/2020 al 14/12/2022 | Fidel Arce Santander             | PRI                        |
| 15/12/2022 al 04/09/2024 | Luis Antonio Montiel Castelán    | PRI                        |
| 05/09/2024 al 04/09/2027 | Carlos Montaño Rodríguez         | Morena                     |

## Economía
En 2015, el municipio presenta un IDH de 0.750 Alto, por lo que ocupa el lugar 24.° a nivel estatal; y en 2005 presentó un PIB de $568 483 449 pesos mexicanos, y un PIB per cápita de $49 339 (precios corrientes de 2005).
De acuerdo con el Consejo Nacional de Evaluación de la Política de Desarrollo Social (Coneval), el municipio registra un Índice de Marginación Bajo; el 38.1% de la población se encuentra en pobreza moderada y 6.1% se encuentra en pobreza extrema. En 2015, el municipio ocupó el lugar 17 de 84 municipios en la escala estatal de rezago social.
A datos de 2015, en materia de agricultura, los principales cultivos son cebada grano, maíz y fríjol; dentro de los cultivos perennes encontramos al maguey pulquero y nopal tunero. En ganadería encontramos: aves con 420 000 cabezas; siguiendo el ovino con 26 100 cabezas; el caprino, con 4735; terminando así con 4000 en porcino y 2900 en bovino. El municipio cuenta con tres tiendas rurales, un mercado público, dos rastros y dos tianguis.
De acuerdo con cifras al año 2015 presentadas en los censos económicos del INEGI, la Población Económicamente Activa (PEA) de 12 años y más del municipio asciende a 5774 personas, de las cuales 5641 se encuentran ocupadas y 641 se encuentran desocupadas. El 9.87% pertenece al sector primario, el 28.19% pertenece al sector secundario, el 58.93% pertenece al sector terciario y el 3.01% no especificdo.